# Секстант I
Sextans I (Секстант I) — карликовая сфероидальная галактика в созвездии Секстант, обнаруженная в 1990 году Майком Ирвином и соавторами. Как оказалось, галактика является спутником Млечного Пути, восьмым на момент обнаружения.

## Свойства
Относится к эллиптическим галактикам. Измеренное красное смещение показывает, что она удаляется от Солнца со скоростью 224 км/с. Галактика находится на расстоянии около 290 000 световых лет от Солнца. Её видимые угловые размеры составляют 30×12 угловых минут, максимальный размер примерно совпадает с угловым диаметром Луны и Солнца для земного наблюдателя. Линейный поперечник около 2500 св.лет. Находится в 10 градусах от значительно более удалённых галактик-карликов, членов Местной группы Sextans A и Sextans B, а также в 4 градусах от шарового скопления Palomar 3, входящего в гало Млечного Пути. Полная светимость галактики составляет (3,3±1,5)×105 L⊙